# Volkshalle

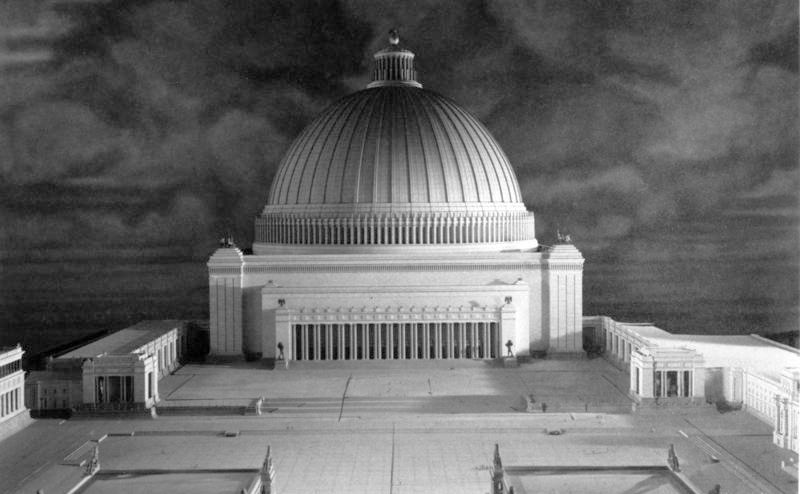
Maqueta del Große Halle.

El Volkshalle (pabellón del pueblo), Große Halle (gran hall) o Ruhmeshalle (pabellón de la fama) fue un proyecto de edificio para la colosal ciudad Welthauptstadt Germania que querían levantar Albert Speer y Adolf Hitler en el lugar que ocupaba Berlín. El pabellón, de granito y mármol, imitaría el estilo del Panteón de Roma y del Capitolio de los Estados Unidos, y poseería la cúpula más alta del mundo (290 m) con 250 m de diámetro en su base.